# Вигода (Компаніївський район)
Вигода — колишній населений пункт Компаніївського району Кіровоградської області.

## Стислі відомості
Нижче по течії Вошивої знаходиться село Сасівка.
Підпорядковувалося Губівській сільській раді.
В часі штучного винищення населення 1932—1933 років голодною смертю померло не менше 7 мешканців села.